# Гранитвілл (Південна Кароліна)
Гранитвілл (англ. Graniteville) — переписна місцевість (CDP) в США, в окрузі Ейкен штату Південна Кароліна. Населення — 2439 осіб (2020).

## Географія
Гранитвілл розташований за координатами 33°33′53″ пн. ш. 81°48′33″ зх. д. / 33.56472° пн. ш. 81.80917° зх. д. (33.564684, -81.809221).  За даними Бюро перепису населення США в 2010 році переписна місцевість мала площу 8,61 км², з яких 8,56 км² — суходіл та 0,05 км² — водойми.

## Демографія
Згідно з переписом 2010 року, у переписній місцевості мешкало 2614 осіб у 1048 домогосподарствах у складі 687 родин. Густота населення становила 304 особи/км².  Було 1236 помешкань (144/км²).
Расовий склад населення:
| - 65,3 % — білих - 28,6 % — чорних або афроамериканців - 0,7 % — корінних американців - 0,1 % — вихідців з тихоокеанських островів - 2,8 % — осіб інших рас |

До двох чи більше рас належало 2,5 %. Частка іспаномовних становила 5,9 % від усіх жителів.
За віковим діапазоном населення розподілялося таким чином: 27,5 % — особи молодші 18 років, 57,5 % — особи у віці 18—64 років, 15,0 % — особи у віці 65 років та старші. Медіана віку мешканця становила 34,5 року. На 100 осіб жіночої статі у переписній місцевості припадало 90,8 чоловіків;  на 100 жінок у віці від 18 років та старших — 84,9 чоловіків також старших 18 років.
Середній дохід на одне домашнє господарство  становив 37 852 долари США (медіана — 27 117), а середній дохід на одну сім'ю — 43 535 доларів (медіана — 33 654). За межею бідності перебувало 40,5 % осіб, у тому числі 59,9 % дітей у віці до 18 років та 17,8 % осіб у віці 65 років та старших.
Цивільне працевлаштоване населення становило 907 осіб. Основні галузі зайнятості: мистецтво, розваги та відпочинок — 19,0 %, роздрібна торгівля — 16,8 %, виробництво — 15,2 %.